# Bajanchongor
Bajanchongor (mongolisch Баянхонгор, in der klassischen mongolischen Schriftsprache ᠪᠠᠶᠠᠨᠬᠣᠩᠭᠣᠷ) ist die Hauptstadt des mongolischen Aimags Bajanchongor im Südwesten des Landes.
Die Stadt wurde im Jahr 1941 gegründet.

## Verkehr
Die Stadt hat einen kleinen Flughafen (BYN/ZMBH) mit einer befestigten und einer unbefestigten Landebahn, von dort aus regelmäßig Flugzeuge zwischen der Hauptstadt Ulaanbaatar und Bajanchongor verkehren. Drei Mal täglich fahren Linienbusse von Bajanchongor aus nach Ulaanbaatar.

## Persönlichkeiten
- Tsend-Otschiryn Tsogtbaatar (* 1996), Judoka